# Янаккала
Я́наккала (фин. Janakkala) — община в провинции Канта-Хяме на юго-западе Финляндии. Общая площадь территории — 586,07 км², из которых 38,63 км² — вода.
В общине находится церковь XVI века.

## Демография
На 31 января 2011 года в общине Янаккала проживало 16 910 человек: 8420 мужчин и 8490 женщин.
Финский язык является родным для 97,77 % жителей, шведский — для 0,47 %. Прочие языки являются родными для 1,75 % жителей общины.
Возрастной состав населения:
- до 14 лет — 18,93 %
- от 15 до 64 лет — 62,91 %
- от 65 лет — 18,05 %

Изменение численности населения по годам:
| Год  | Численность |
| ---- | ----------- |
| 1980 | 15160       |
| 1990 | 15301       |
| 2000 | 15419       |
| 2010 | 16892       |
| 2011 | 16910       |

## Известные уроженцы, жители
Йоэнсуу, Матти (1915—2003) — финский лютеранский священник, доктор богословия (1967).